# Stromatospongia
Stromatospongia é um gênero de esponja marinha da família Astroscleridae.

## Espécies
- Stromatospongia micronesica Hartman & Goreau, 1975
- Stromatospongia norae Hartman, 1969
- Stromatospongia vermicola Hartman, 1969